# Dammsjön (Ramsbergs socken, Västmanland, 662407-146632)
Dammsjön är en sjö i Lindesbergs kommun i Västmanland och ingår i Norrströms huvudavrinningsområde. Sjön har en area på 0,215 kvadratkilometer och ligger 211,2 meter över havet.

## Delavrinningsområde
Dammsjön ingår i det delavrinningsområde (662305-146256) som SMHI kallar för Inloppet i Råsvalen. Medelhöjden är 145 meter över havet och ytan är 46,73 kvadratkilometer. Räknas de 37 avrinningsområdena uppströms in blir den ackumulerade arean 881,75 kvadratkilometer. Arbogaån som avvattnar avrinningsområdet har biflödesordning 2, vilket innebär att vattnet flödar genom totalt 2 vattendrag innan det når havet efter 229 kilometer. Avrinningsområdet består mestadels av skog (60 procent) och jordbruk (19 procent). Avrinningsområdet har 0,21 kvadratkilometer vattenytor vilket ger det en sjöprocent på 0,5 procent. Bebyggelsen i området täcker en yta av 2,94 kvadratkilometer eller 6 procent av avrinningsområdet.